# ابن أبهر
الحاج ميرزا محمد تقي (توفي عام 1917)، المعروف باسم ابن أبهر، كان من أتباع بهاء الله البارزين، مؤسس الديانة البهائية. وقد عُيّن يد أمر، وصُنّف ضمن حواريو بهاء الله التسعة عشر.

## خلفية
وُلِد ابن أبهر في قرية أبهر. وكان والده من أسرة تنتمي إلى الطبقة الدينية الإسلامية البارزة في القرية، وقد أصبح من أتباع علي محمد الشيرازي بعد أن قرأ بعض كتاباته. وبسبب الاضطهاد الذي تلا ذلك، انتقلت العائلة إلى قزوين، وفي عام 1868 أصبحت من أتباع بهاء الله، الذي ادّعى أنه الشخصية الموعودة التي تنبّأ بها علي محمد الشيرازي.

## أسفار
في عام 1874، قُتل والده بالسم. بدأ بالسفر إلى مختلف أنحاء إيران، حيث علّم العديد من أفراد المجتمع البابي الذين آمنوا ببهاء الله. إلا أن نشاطه التعليمي أدى إلى سجنه لمدة أربعة عشر شهرًا. وبعد الإفراج عنه، واصل السفر عبر أنحاء إيران، وفي عام 1886 قام برحلة إلى عكا. في نفس العام، عُيّن واحدًا من أيادي الأمر الذين سمّاهم بهاء الله، وبدأ تعليم الدين خارج إيران، في القوقاز وتركمانستان والهند.
بين عامي 1890 و1894، سُجن في زنزانة في طهران، وكان مكبلاً بالسلاسل نفسها التي استخدمت على بهاء الله عندما كان سجينًا هناك.
بعد إطلاق سراحه في عام 1894، سافر مرة أخرى إلى عكا، ثم إلى عشق آباد. وفي عام 1897، شارك في الاجتماع الذي أدى إلى تشكيل التجمع الروحي المركزي لطهران، والذي أصبح لاحقًا التجمع الروحي الوطني لإيران.
في عام 1907، سافر عبر الهند برفقة ميرزا محمود زرقاني واثنين من البهائيين الأمريكيين، هارلان أوبر وهوبر هاريس.
طوال حياته، تمكّن من زيارة الأراضي المقدسة إحدى عشرة مرة، كما سافر على نطاق واسع داخل إيران.